# Global Mercy
Le Global Mercy est un navire-hôpital appartenant à l'ONG Mercy Ships, entré en service au Sénégal en juin 2022.

## Histoire
Contrairement au Africa Mercy, le Global Mercy est construit à partir de zéro. Sa construction prendra près de sept ans avec six années de conception en Chine, puis quelques mois en Belgique et en Espagne pour les finitions technologiques. C'est le plus grand navire-hôpital civil du monde en service de nos jours.
Le m/v Global Mercy est entré en service au Sénégal le 2 juin 2022. Il a commencé par fournir des formations médicales aux Sénégalais.
Le 14 février 2023, le m/v Global Mercy accostait au port de Dakar pour accueillir ses premiers patients.

## Le navire
Le navire a 12 ponts, mesure 174 mètres de long et 28 mètres de large, pour un tonnage de 37 000 tonnes.